# Heliophobus saponariae
Heliophobus saponariae är en fjärilsart som beskrevs av Moritz Balthasar Borkhausen 1792. Heliophobus saponariae ingår i släktet Heliophobus och familjen nattflyn. Inga underarter finns listade i Catalogue of Life.